# Commando d'assalto
Commando d'assalto (La légion saute sur Kolwezi) è un film di guerra del 1980 diretto da Raoul Coutard, tratto dal libro di Pierre Sergent La Légion saute sur Kolwezi.

## Trama
Giuliano Gemma è un Adjudant-chef del 2REP della Legione straniera francese che nel maggio 1978 partecipa all'Opération Léopard e alla battaglia di Kolwezi, nell'ex Zaire (ora Repubblica Democratica del Congo) per la liberazione degli ostaggi europei.
La sua figura si ispira alla vera storia di un legionario italiano, che cadde nel corso dei combattimenti.